# Die Glasmenagerie
Die Glasmenagerie (Originaltitel: The Glass Menagerie) ist ein Theaterstück des US-amerikanischen Autors Tennessee Williams. Das im Untertitel als Ein Spiel der Erinnerungen bezeichnete Familiendrama wurde am 26. Dezember 1944 in Chicago am Civic Theater uraufgeführt. Die deutschsprachige Erstaufführung fand am 17. November 1946 am Basler Stadttheater statt. In Hollywood wurde das Skript für Die Glasmenagerie zunächst abgelehnt, bevor es auf der Bühne den künstlerischen Durchbruch für Williams bedeutete. Wie viele seiner Werke weist auch dieses Theaterstück stark autobiografische Züge auf.

## Handlung
Die eigentliche Handlung des Stücks wird von einer epischen Erzählebene sowohl eingerahmt als auch mehrmals unterbrochen: Tom Wingfield, der auch als Figur in die Handlung involviert ist, tritt vor das Publikum und berichtet vom früheren Zusammenleben mit seiner Familie. Das Publikum wird im Spiel der Erinnerungen – der eigentlichen Handlung – gleichsam Zeuge von Tom Wingfields Rückblende.
Ort der Handlung ist St. Louis in den 1930er Jahren, genauer die Wohnung der Wingfields, die dort in einer Seitenstraße gelegen ist. Die gealterte Amanda Wingfield lebt hier gemeinsam mit ihrer leicht körperbehinderten erwachsenen Tochter Laura und ihrem erwachsenen Sohn Tom (der Erzähler ist nun eine Figur im Stück), der die Familie von seiner Arbeit in einer Schuhfabrik ernährt. Amandas Mann hat die Familie schon vor längerer Zeit verlassen.
Alle Familienmitglieder flüchten sich auf ihre Weise in eine andere Welt: Amanda schwärmt von ihrer längst vergangenen Jugend in der Südstaatenaristokratie, mit der die ärmlichen Verhältnisse, in denen sie nun lebt, nichts gemein haben. Tom ist seines einfachen Lagerarbeiterdaseins überdrüssig und von der Vaterrolle überfordert, die er in der Familie ausfüllen muss. Als Ausgleich geht er gern ins Kino, bleibt nachts lange weg und kommt früh morgens betrunken nach Hause. Außerdem fühlt er sich als Dichter ambitioniert. Seine Schwester Laura zieht sich in ihre eigene Traumwelt zurück. Das schüchterne Mädchen, das im wahren Leben außerhalb der Familie gänzlich zu scheitern droht, hat seinen Fluchtpunkt in der Welt seiner Glasmenagerie, einer Sammlung von zerbrechlichen Glastierchen, gefunden.
Eines Tages lädt Tom seinen Arbeitskollegen Jim zu einem Besuch ein. Sofort heften sich Amandas Hoffnungen auf einen Schwiegersohn krampfhaft an den jungen Besucher. Sie arrangiert ein übertrieben festliches Abendessen und sorgt mit ihrer Aufdringlichkeit für manche Peinlichkeit. Laura, die in ihrer Schulzeit heimlich für Jim geschwärmt hat, blüht nach anfänglicher Verlegenheit in seiner Gegenwart für kurze Zeit auf. In einer zentralen Szene des Stücks tanzen die beiden miteinander, obwohl Laura sich zunächst wegen ihrer Gehbehinderung dagegen wehrte. Dabei zerbricht Jim aus Versehen das Horn des Einhorns aus Lauras Glasmenagerie. Bevor Jim sich am Ende des Abends verabschiedet, stellt sich zur Überraschung und Enttäuschung aller heraus, dass er bereits verlobt ist. Zum Abschied schenkt Laura ihm das zerbrochene Einhorn, das nun ein Pferd ist.
Die Familie ist ihrer Illusion und Hoffnung beraubt. Amanda macht Tom für den Misserfolg verantwortlich, woraufhin dieser die Familie, dem Vorbild seines Vaters folgend, verlässt. Laura versinkt in große Depression.

## Interpretation
Typisch für die Werke von Tennessee Williams ist die Verwendung von Symbolen sowie die starke autobiografische Bezogenheit. Das trifft vor allem auch auf Die Glasmenagerie zu. Das zentrale Symbol in diesem Bühnenstück ist die titelgebende (für Laura den Fluchtpunkt vor der Realität darstellende) Glasmenagerie mit dem dazugehörigen Einhorn. Ein Einhorn ist ein  Phantasiewesen, dem Eigenschaften wie Scheuheit, Seltenheit und Einzelgängertum zugeschrieben werden. Mit eben diesen Eigenschaften wird auch Laura Wingfield – die zentrale Figur im Stück – charakterisiert. Nicht zufällig zerbricht Lauras gläsernes Einhorn durch eine Unachtsamkeit Jims – genauso zerbricht auch die gläsern-fragile Laura am Ende des Stücks innerlich, ebenfalls aufgrund einer ungewollten „Unachtsamkeit“.
Dies ist jedoch nur eines von zahlreichen in der Glasmenagerie vorhandenen Symbolen.
Die Figur der Laura ist ebenfalls im Zusammenhang mit den autobiografischen Bezügen erwähnenswert. Hier finden sich Parallelen zu Tennessee Williams’ Schwester Rose, die psychisch krank war. In St. Louis, dem Schauplatz der Glasmenagerie, verbrachte Williams einen Teil seiner Jugend in beengten, ärmlichen Verhältnissen. In der Schilderung der entbehrungsreichen gesellschaftlichen Zustände und der familiären Beengtheit wird diese düstere Grundstimmung im Stück besonders bildhaft.
Amandas Mann, Lauras und Toms Vater, hat seine Familie schon vor längerer Zeit verlassen. Im Stück wird klar, dass er geradezu geflüchtet sein muss; sein letztes Lebenszeichen war eine Postkarte mit den Worten „Hallo! Lebt wohl!“. Trotz seiner Abwesenheit ist der Vater an vielen Stellen des Stücks präsent. Laut einer der zahlreichen, detaillierten Regieanweisungen von Williams gehört eine Fotografie des Vaters zum Bühnenbild. Darüber hinaus wird er von Amanda Wingfield des Öfteren erwähnt. Für Tom ist der Vater, die einzige Person der Familie, die ihrer hoffnungslosen Perspektivlosigkeit entflohen ist, ohne dabei Rücksicht auf die zurückbleibende Familie zu nehmen, ein Vorbild. Tom tut es ihm gleich, er „folgt den Fußstapfen“ seines Vaters, wie er am Ende des Stücks (wieder in der Erzählerrolle dem Publikum zugewandt) erklärt. Er tut das nicht ohne Gewissensbisse; Toms Einschübe als Erzähler sind von einer zweifelnd-selbstanklagenden Grundstimmung geprägt. Und so endet sein Schlussmonolog mit der Erinnerung an seine Schwester: „[…] bloß um Dir zu entkommen! – deinem Kerzenlicht – […] Laura… Also dann – leb wohl!“
In vielen Theaterstücken von Tennessee Williams wird die Selbstverwirklichung der Figuren thematisiert. Das Motiv der Realitätsflucht ist ein bestimmendes Element in der Glasmenagerie. Während Amanda und Laura nicht (mehr) in der Lage sind, ihr „Selbst“ nach außen hin zu verwirklichen, und daher mehr oder weniger in ihren Traumwelten Zuflucht suchen (Amanda, indem sie ständig von ihrer blühenden Jugend schwärmt, und Laura, indem sie sich in ihrer Glastiersammlung verliert), bricht Tom am Ende aus seiner Traumwelt (Kino, Alkohol) aus und erschafft sich durch seine „reale“ Flucht ein neues Leben. Die Erinnerung an seine Familie – vor allem an seine Schwester Laura – lässt ihn allerdings nicht los.

## Adaptionen

### Spielfilme
- 1950: Die Glasmenagerie (1950) – USA, Regie: Irving Rapper, Darsteller: Jane Wyman, Kirk Douglas, Gertrude Lawrence und Arthur Kennedy
- 1987: Die Glasmenagerie (1987) – USA, Regie: Paul Newman, Darsteller: Joanne Woodward, John Malkovich, Karen Allen und James Naughton
- 2004: Akale (Malayalam അകലെ) – Indien, Regie: Shyamaprasad
- 2011: Hier ohne mich (persisch  اینجا بدون من, Inğa bedune man) – Iran, Regie: Bahram Tavakoli, Darsteller: Negar Javaherian, Saber Abar, Fatemeh Motamed-Aria und Parsa Pirouzfar

### Fernsehfilme
- 1958: Glasmenagerie (1958) – Deutschland, SWF, Regie: Harald Braun, Darsteller: Käte Haack, Gunnar Möller und Klausjürgen Wussow
- 1964: Glasmenagerie (1964) – DDR, DFF, Regie: Lothar Bellag, Darsteller: Eberhard Esche, Helga Labudda, Erika Pelikowsky und Ulrich Thein
- 1966: The Glass Menagerie (1966) –  USA, UK, Regie: Michael Elliott, Darsteller: Shirley Booth, Pat Hingle, Hal Holbrook und Barbara Loden
- 1967: Glasmenageriet (1967) – Schweden, Regie: Gunnel Broström, Darsteller: Tina Hedström, Tor Isedal, Inga Tidblad und Sven Wollter
- 1969: Die Glasmenagerie (1969) – Deutschland, SWF, Regie: Ludwig Cremer, Darsteller: Grete Mosheim, Elfriede Irrall und Christoph Bantzer
- 1973: Die Glasmenagerie (1973) – USA, Regie: Anthony Harvey, Darsteller: Katharine Hepburn, Michael Moriarty, Joanna Miles und Sam Waterston

### Hörspiele
- 1949: Das Mädchen Mary (Die Glasmenagerie) – Bearbeitung und Regie: Gerd Beermann (SWF)
  - Sprecher: Claire Ruegg (Amanda), Gert Andreae (Tom), Alexander Hegarth (Jim O’Connor) und Agi Prandhoff (Mary)
- 1949: Die Glasmenagerie – Regie: Karlheinz Schilling (HR)
  - Sprecher: N. N.
- 1949: Die Glasmenagerie – Bearbeitung: Hans Sattler, Regie: Hans Költzsch (Radio Stuttgart)
  - Sprecher: Elsa Pfeiffer, Edith Heerdegen, Harald Baender und Friedrich Schoenfelder
- 1950: Die Glasmenagerie – Regie: Nicht angegeben (ORF)
  - Sprecher: Nicht angegeben
- 1952: Die Glasmenagerie – Regie: Fränze Roloff (HR)
  - Sprecher: Hilde Westermann (Amanda Wingfield, die Mutter), Genia Kurz (Laura Wingfield, ihre Tochter), Martin Held (Tom Wingfield, ihr Sohn) und Kurt Glass (Jim O’Connor, der Herr zu Besuch)
- 1974: Die Glasmenagerie – Bearbeitung und Regie: Alfred Hartner (ORF Salzburg)
  - Sprecher: Hilde Mikulicz (Amanda), Christine Ostermayer (Laura), Heinz Ehrenfreund (Tom) und Michael Janisch (Jim)

Quellen: ARD-Hörspieldatenbank für die deutschen und die OE1-Hörspieldatenbank für die österreichischen Produktionen